# Clyde (Carolina del Nord)
Clyde és una població dels Estats Units a l'estat de Carolina del Nord. Segons el cens del 2000 tenia 1.324 habitants.

## Demografia
Segons el cens del 2000, Clyde tenia 1.324 habitants, 547 habitatges i 373 famílies. La densitat de població era de 608,6 habitants per km².
Dels 547 habitatges en un 29,3% hi vivien nens de menys de 18 anys, en un 51,6% hi vivien parelles casades, en un 12,8% dones solteres, i en un 31,8% no eren unitats familiars. En el 26,7% dels habitatges hi vivien persones soles el 10,2% de les quals corresponia a persones de 65 anys o més que vivien soles. El nombre mitjà de persones vivint en cada habitatge era de 2,33 i el nombre mitjà de persones que vivien en cada família era de 2,82.
Per edats la població es repartia de la següent manera: un 22,6% tenia menys de 18 anys, un 9,3% entre 18 i 24, un 28,1% entre 25 i 44, un 22,1% de 45 a 60 i un 18% 65 anys o més.
L'edat mediana era de 38 anys. Per cada 100 dones de 18 o més anys hi havia 82,1 homes.
La renda mediana per habitatge era de 33.000 $ i la renda mediana per família de 39.531 $. Els homes tenien una renda mediana de 28.542 $ mentre que les dones 21.034 $. La renda per capita de la població era de 15.991 $. Entorn de l'11% de les famílies i el 15% de la població estaven per davall del llindar de pobresa.

## Poblacions més properes
El següent diagrama mostra les poblacions més properes.